# シセロ・スタジアム
シセロ・スタジアム(英：Cicero Stadium) はエリトリアの首都、アスマラにある多目的スタジアム。主にサッカーの試合で使用される。

## 歴史
エリトリアがイタリア領東アフリカだった1938年、イタリア人のビジネスマン、フランセスコ・シセロによって建設された。エチオピア領だった1968年にはアフリカネイションズカップ1968の試合会場となり、グループリーグ6試合と準決勝1試合が開催された。現在はサッカーエリトリア代表のホームスタジアムとなっている他、エリトリアン・プレミアリーグの試合で使用されている。